# Mediální studia
Mediální studia (též medialistika) je vědní obor a souhrn akademických programů týkajících se obsahu, historie, smyslu a účinků různých médií, ale též se zabývá procesem vzniku samotných mediálních sdělení a jejich následných transferem od podavatele k příjemci a neopomíná ani zpětnou vazbu. S mediálními studii je spojen pojem masová média.
Mediální studia vychází se sociálních a humanitních studií. Zahrnuje v sobě prvky různých oborů: kulturální studia, žurnalistická studia, sociologie, kulturní antropologie, ekonomie a politická ekonomie, informační teorie, psychologie, politologie či rétorika. V Česku jsou vyučovány v Praze, Olomouci a Brně.